# 少年文芸作家クラブ
少年文芸作家クラブ（しょうねんぶんげいさっかクラブ）は、かつて存在した娯楽児童文学の作家・画家・翻訳家・演出家の親睦団体。

## 概要
日本SF作家クラブのジュブナイル版として、1966年ごろ、福島正実と北川幸比古の提唱で発足した。日本SF作家クラブのメンバーの他に、亀山龍樹、内田庶、中尾明、小松崎茂、中山正美、武部本一郎、依光隆、金森達らが参加した。白木茂が顧問だった。「少年文芸作家クラブ会報」が発行された。
1969年に福島が「覆面座談会事件」でSF作家たちと対立すると、大半のSF作家は退会し、残ったのは、光瀬龍、眉村卓、大伴昌司、南山宏だけだった。
1970年には雜誌「別冊少年文芸」が発行された。
1976年の福島の没後、内田の提案で「福島正実記念SF童話賞」が、岩崎書店との共催で1983年から開始。また、受賞者は新たに会に入会を許された。だが、1991年の第8回で、当時6歳の竹下龍之介が受賞したことで、受賞に反対した北川が除名、内田が退会した。
その後は光瀬が中心となって会は運営され、職能団体創作集団プロミネンスと改名して、2015年4月現在も活動を継続している。
2001年からは、やはり岩崎書店と共催でジュニア冒険小説大賞を開始している。

## 少年文芸作家クラブ名義の書籍
- あたらしいSF童話 （少年文芸作家クラブ編、岩崎書店）
  - 小さな島の大ぼうけん （星谷仁作、ますむらひろし絵、1984年）
  - ぬすまれた教室 （光瀬龍作、宇野文雄絵、1984年）
  - ぼくらのロボット物語 （眉村卓作、西川おさむ絵、1985年）
  - 自由くんの宇宙せんそう （北川幸比古作、今井弓子絵、1985年）
  - テレパシードロップをどうぞ （浜田けい子作、高橋透絵、1985年）
  - おれたち先生の同級生 （斎藤晴輝作、うちべけい絵、1985年）
  - オメガ・シティのぼうけん （豊田有恒作、米田裕絵、1985年）
  - さようならアイスマン （福島正実作、依光隆絵、1985年）
  - へんしんバットのひみつ （久米みのる作、森やすじ絵、1985年）
  - タッくんの空中トンネル （竜尾洋一作、石橋かほる絵、1987年）
  - 水たまりの宇宙戦争 （南山宏作、近藤薫美子絵、1987年）
- 学年別こどもファンタジー （少年文芸作家クラブ編金の星社）
  - そらとぶランドセル1年生 （1986年）
  - ぼくらのおりがみメカ3年生 （1986年）
  - ミサイルみのむし4年生 （1986年）
  - さよなら!UFO2年生 （1986年）